# Granite Shoals (Teksas)
Granite Shoals je grad u američkoj saveznoj državi Teksas. Prema popisu stanovništva iz 2010. u njemu je živjelo 4.910 stanovnika.